# Daniel Pudil
Daniel Pudil (phát âm tiếng Séc: [ˈdanɪjɛl ˈpuɟɪl]; sinh ngày 27 tháng 9 năm 1985) là một cầu thủ bóng đá chuyên nghiệp người Séc thi đấu cho câu lạc bộ Viktoria Žižkov và đội tuyển quốc gia Cộng hòa Séc. Anh chơi ở vị trí hậu vệ trái hoặc tiền vệ cánh trái.

## Sự nghiệp cấp câu lạc bộ

### Cộng hòa Séc
Pudil bắt đầu ở lứa trẻ của tuyển Cộng hòa Séc với Sparta Prague. Anh rời câu lạc bộ năm 18 tuổi và đầu quân cho FK Chmel Blšany. Tại Chmel Blšany Pudil từng chơi hậu vệ trái để phòng ngự và ghi hai bàn sau 11 lần ra sân. Sau 6 tháng Pudil gia nhập FC Slovan Liberec. Dù có 12 trận ra sân ở mùa bóng đầu tiên, Pudil sớm trở thành nhân tố trong đội một giành chức vô địch quốc gia lần thứ hai, khi mà Pudil có 29 trận đá và ghi 3 bàn. Trong mùa giải đó, Pudil ghi bàn thắng đầu tiên trong sự nghiệp trong trận hòa 2–2 với Příbram vào ngày 7 tháng 11 năm 2005. Suốt cả mùa, Pudil buộc phải chứng tỏ năng lực trong đội hình xuất phát 11 người tại câu lạc bộ.
Năm 2007, anh có trận thử việc cho câu lạc bộ Watford của Anh, nhưng huấn luyện viên Aidy Boothroyd không muốn ký hợp đồng với Pudil theo dạng dài hạn.
Ở mùa 2007–08 anh có 3 trận thi đấu cho Slovan Liberec, rồi Pudil rời Liberec để gia nhập SK Slavia Praha dưới dạng cho mượn trong một mùa giải và có trận ra mắt đội bóng mới vào ngày 15 tháng 9 năm 2007, trong trận hòa 0-0 trên sân khách trước Baník Ostrava; 4 ngày sau, anh có trận ra mắt Champions League trong chiến thắng 2–1 trước đội bóng Steaua București của Romani. Ngày 29 tháng 9 năm 2007, Pudil ghi được bàn thắng đầu tiên trong chiến thắng 7–1 trước Fastav Zlín; 4 ngày sau nữa anh ghi bàn đầu tiên trong trận thua 2–1 trước Sevilla và bàn thắng thứ ba của anh đến trong trận thắng 2–0 trước Sparta Prague 6 hôm sau. Tại trận thứ ba của UEFA Champions League ở vòng bảng, Pudil được lựa chọn vào đội hình khi Arsenal đè bẹp Slavia 7–0. 6 hôm sau trận thảm bại 7–0, Pudil thi đấu trận gặp câu lạc bộ cũ trong trận hòa 1–1; nhưng lần gặp gỡ kế tiếp xảy ra 6 tháng sau, khi Pudil có một pha kiến tạo cho Zdeněk Šenkeřík lập công để ghi bàn duy nhất trong trận. Sau khi Slavia Praha bị loại khỏi Champions League để xuống chơi ở Cúp UEFA, Pudil kiến tạo một bàn cho Matej Krajčík đẻ giành trận hòa 1–1 trước Tottenham Hotspur ở lượt trận thứ hai. Tuy nhiên, Slavia Praha thua chung cuộc 3–1 do đã để thua Spurs ở lượt trận đầu tiên. Vào trận cuối cùng của mùa giải, Pudil ghi bàn trong trận hòa 2–2 trước Baumit Jablonec. Cuối mùa giải đó, Slavia Praha giành chức vô địch quốc gia. Do lối sống xa hoa và gây nhiều tranh cãi, Slavia Praha đã quyết định ngừng ký hợp đồng tiếp với Pudil.

## Thống kê sự nghiệp

### Câu lạc bộ
Tính đến trận đấu ngày 17 tháng 2 năm 2018
| Câu lạc bộ                 | Mùa                | Giải nội địa           | Giải nội địa | Giải nội địa | Cúp quốc gia | Cúp quốc gia | Cúp liên đoàn | Cúp liên đoàn | Liên lục địa | Liên lục địa | Khác    | Khác      | Tổng cộng | Tổng cộng |
| Câu lạc bộ                 | Mùa                | Hạng đấu               | Số trận      | Bàn thắng    | Số trận      | Bàn thắng    | Số trận       | Bàn thắng     | Số trận      | Bàn thắng    | Số trận | Bàn thắng | Apps      | Bàn thắng |
| -------------------------- | ------------------ | ---------------------- | ------------ | ------------ | ------------ | ------------ | ------------- | ------------- | ------------ | ------------ | ------- | --------- | --------- | --------- |
| Chmel Blšany               | 2003–04            | Czech First League     | 11           | 2            | —            | —            | —             | —             | —            | —            | —       | —         | 11        | 2         |
| Chmel Blšany               | Tổng cộng          | Tổng cộng              | 11           | 2            | —            | —            | —             | —             | —            | —            | —       | —         | 11        | 2         |
| Slovan Liberec             | 2004–05            | Czech First League     | 12           | 0            | —            | —            | —             | —             | —            | —            | —       | —         | 12        | 0         |
| Slovan Liberec             | 2005–06            | Czech First League     | 29           | 3            | —            | —            | —             | —             | —            | —            | —       | —         | 29        | 3         |
| Slovan Liberec             | 2006–07            | Czech First League     | 26           | 4            | —            | —            | —             | —             | 2            | 0            | —       | —         | 28        | 4         |
| Slovan Liberec             | 2007–08            | Czech First League     | 3            | 0            | —            | —            | —             | —             | —            | —            | —       | —         | 3         | 0         |
| Slovan Liberec             | Tổng cộng          | Tổng cộng              | 70           | 7            | —            | —            | —             | —             | 2            | 0            | —       | —         | 72        | 7         |
| Slavia prague (loan)       | 2007–08            | Czech First League     | 21           | 6            | —            | —            | —             | —             | 6            | 1            | —       | —         | 27        | 7         |
| Slavia prague (loan)       | Tổng cộng          | Tổng cộng              | 21           | 6            | —            | —            | —             | —             | 6            | 1            | —       | —         | 27        | 7         |
| Genk                       | 2008–09            | Belgian First Division | 29           | 4            | 0            | 0            | —             | —             | —            | —            | —       | —         | 29        | 4         |
| Genk                       | 2009–10            | Pro League             | 37           | 0            | 2            | 0            | —             | —             | 2            | 0            | 1       | 0         | 42        | 0         |
| Genk                       | 2010-11            | Pro League             | 37           | 0            | 1            | 0            | —             | —             | 2            | 0            | —       | —         | 40        | 0         |
| Genk                       | 2011–12            | Pro League             | 18           | 0            | 2            | 0            | —             | —             | 9            | 0            | 1       | 0         | 30        | 0         |
| Genk                       | Tổng cộng          | Tổng cộng              | 121          | 4            | 5            | 0            | —             | —             | 13           | 0            | 2       | 0         | 141       | 4         |
| Granada                    | 2011–12            | La Liga                | 0            | 0            | 0            | 0            | —             | —             | —            | —            | —       | —         | 0         | 0         |
| Granada                    | Tổng cộng          | Tổng cộng              | 0            | 0            | 0            | 0            | —             | —             | —            | —            | —       | —         | 0         | 0         |
| Cesena (mượn)              | 2011–12            | Serie A                | 7            | 1            | 0            | 0            | —             | —             | —            | —            | —       | —         | 7         | 1         |
| Cesena (mượn)              | Tổng cộng          | Tổng cộng              | 7            | 1            | 0            | 0            | —             | —             | —            | —            | —       | —         | 7         | 1         |
| Watford (mượn)             | 2012–13            | Championship           | 37           | 1            | 1            | 0            | 0             | 0             | —            | —            | 2       | 0         | 40        | 1         |
| Watford (mượn)             | Tổng cộng          | Tổng cộng              | 37           | 1            | 1            | 0            | 0             | 0             | —            | —            | 2       | 0         | 40        | 1         |
| Watford                    | 2013–14            | Championship           | 37           | 2            | 2            | 0            | 3             | 0             | —            | —            | —       | —         | 42        | 2         |
| Watford                    | 2014–15            | Championship           | 23           | 0            | 1            | 0            | 2             | 0             | —            | —            | —       | —         | 26        | 0         |
| Watford                    | Tổng cộng          | Tổng cộng              | 60           | 2            | 3            | 0            | 5             | 0             | —            | —            | —       | —         | 68        | 2         |
| Sheffield Wednesday (loan) | 2015–16            | Championship           | 36           | 2            | 1            | 0            | 2             | 0             | —            | —            | 3       | 0         | 42        | 2         |
| Sheffield Wednesday (loan) | Tổng cộng          | Tổng cộng              | 36           | 2            | 1            | 0            | 2             | 0             | —            | —            | 3       | 0         | 42        | 2         |
| Sheffield Wednesday        | 2016–17            | Championship           | 26           | 2            | 1            | 0            | 0             | 0             | —            | —            | 2       | 0         | 29        | 2         |
| Sheffield Wednesday        | 2017–18            | Championship           | 17           | 0            | 2            | 0            | 2             | 0             | —            | —            | 0       | 0         | 21        | 0         |
| Sheffield Wednesday        | Tổng cộng          | Tổng cộng              | 43           | 2            | 3            | 2            | 0             | 0             | —            | —            | 2       | 0         | 50        | 2         |
| Tổng kết sự nghiệp         | Tổng kết sự nghiệp | Tổng kết sự nghiệp     | 406          | 27           | 13           | 0            | 9             | 0             | 21           | 1            | 9       | 0         | 458       | 28        |

1. 1 2 3  Số trận ra sân tại Champions League
2. 1 2  Số trận ra sân tại Europa League
3. 1 2  Số trận ra sân tại Siêu cúp Bỉ
4. 1 2 3  Số trận ra sân tại các vòng play-off của Championship

### Cấp đội tuyển
Tính đến trận đấu ngày 16 tháng 11 năm 2018
| Tuyển quốc gia | Năm       | Số trận | Bàn thắng |
| -------------- | --------- | ------- | --------- |
| Cộng hòa Séc   | 2007      | 3       | 1         |
| Cộng hòa Séc   | 2008      | 0       | 0         |
| Cộng hòa Séc   | 2009      | 7       | 1         |
| Cộng hòa Séc   | 2010      | 6       | 0         |
| Cộng hòa Séc   | 2011      | 6       | 0         |
| Cộng hòa Séc   | 2012      | 1       | 0         |
| Cộng hòa Séc   | 2013      | 0       | 0         |
| Cộng hòa Séc   | 2014      | 4       | 0         |
| Cộng hòa Séc   | 2015      | 2       | 0         |
| Cộng hòa Séc   | 2016      | 6       | 0         |
| Tổng cộng      | Tổng cộng | 35      | 2         |

## Danh hiệu
Genk
- Cúp bóng đá Bỉ: 2008–09[9]
- Giải vô địch quốc gia Bỉ: 2010–11[10]
- Siêu cúp Bỉ: 2011